# Добри диносаурус
Добри диносаурус (енгл. The Good Dinosaur) амерички је 3D компјутерски-анимирани филм студија Пиксар из 2015. године у режији Питера Сона.

## Улоге
| Улога           | Глумац             | Глумац (српска синхронизација)     |
| --------------- | ------------------ | ---------------------------------- |
| Арло            | Рејмонд Очоа       | Марко Вукомановић                  |
| Пега            | Џек Брајт          |                                    |
| Таја            | Џефри Рајт         | Стефан Капичић                     |
| Мама            | Франсес Макдорманд | Душица Новаковић                   |
| Бата            | Маркус Скрибнер    | Матија Станковић Риста Милутиновић |
| Либи            | Малија Падиља      | Катарина Ковачевић                 |
| Буч             | Сем Елиот          | Воја Брајовић                      |
| Велики сакупљач | Питер Сон          | Никола Булатовић                   |